# Dragostea din tei
«Dragostea Din Tei» ([ˈdraɡostea din tejМФА: [ˈdraɡoste̯a din tej], рум. Любов під липами; аудіоприкладⓘ) — пісня молдавської поп-групи O-Zone з альбому DiscO-Zone, випущена в 2004 році. Найбільш відома пісня групи, яка принесла їм світовий успіх.

## Про композицію
«Dragostea Din Tei» написана лідером групи Даном Баланом. Пробувши чотири тижні в національному чарті у вересні 2003 року, пісня почала втрачати позиції. Популярності пісні в Європі посприяла нелегальна кавер-версія від румунської співачки Haiducii, записана в січні 2004 року і яка підкорила танцювальні чарти Швеції, Австрії та Італії. Італійський лейбл Time Records уклав з O-Zone річний контракт, і, вийшовши офіційно в Італії, пісня швидко була випущена по всій Європі під лейблом Polydor Records і стала світовим хітом.
Сингл потрапив в Eurochart Hot 100, де протримався 12 тижнів, з червня до вересня 2004. Займав першу сходинку чарту протягом 14 та 15 тижнів в Німеччині та Франції відповідно, а також третю сходинку в Британії. Всього ж сингл «Dragostea Din Tei» підкорив чарти 27 країн і розійшовся тиражем 8 000 000 примірників, що робить його одним з найбільш успішних синглів в історії.
Пісня включена в саундтрек австралійського мультфільму «Роби ноги 2».
У вступі до пісні Ріанни і репера T. I. "Live your life" використана частина «Dragostea din tei». Її виконує сама Ріанна.

### Текст
Написана румунською мовою. У пісні повторюється рядок «nu mă, nu mă iei» (ну ме, ну ме їй), тому пісню іноді називають «Numa Numa». «nu [Архівовано 10 квітня 2018 у Wayback Machine.] mă [Архівовано 21 січня 2021 у Wayback Machine.]» означає «не мене», а «nu mă iei» — «не береш мене», а рядок цілком перекладається як не мене, ти не береш мене з собою»:
|  | Vrei să pleci dar nu mă, nu mă iei, Nu mă, nu mă iei, nu mă, nu mă, nu mă iei. Chipul tău și dragostea din tei, Mi-amintesc de ochii tăi. |

що перекладається як:
|  | Ти хочеш піти, але ти не береш мене з собою, Ні, ти не береш мене з собою, не береш мене з собою, ні, Твоє обличчя і любов під липами Нагадують мені про твої очі. |

Існує також англомовна версія пісні. Англійський варіант тексту будується навколо рядки «it's me, Picasso» і оповідає про артиста, який втратив свою музу. Англомовна версія була виконана Даном Баланом спільно з Лукасом Прато 22 лютого 2005 року у ефірі програми The Today Show.
На музику пісні також записаний португальський текст під назвою «Festa no Apê». Бразильсько-португальську версію виконує бразильський співак Латино.
Завдяки Katerina Begu, котра заспівала у 2019 році пісню дуетом з Dan Balan'ом на Голосі Країни, композиція отримала друге дихання зібравши понад 5 млн переглядів на ютубі, а станом на серпень 2020 року понад 19 млн.

## Список композицій
CD-сингл
1. «Dragostea din tei» (Оригінальна румунська версія) — 3:33
2. «Dragostea din tei» (DJ Ross радіо RMX) — 4:15

CD-максі
1. «Dragostea din tei» (Оригінальна румунська версія) — 3:33
2. «Dragostea din tei» (DJ Ross радіо RMX) — 4:15
3. «Dragostea din tei» (DJ Ross розширений RMX) — 6:22
4. «Dragostea din tei» (Оригінальна італійська версія) — 3:35
5. «Dragostea din tei» (Даб мікс) — 3:39

## Пародії
Numa Numa — інтернет-мем. Являє собою аматорські відеоролики до пісні «Dragostea Din Tei» («Драгостя дін тей», «Любов під липами»).
Фраза «Numa Numa» — з рефрену пісні «Dragostea Din Tei». По-румунськи це «nu mă, nu mă iei» («ну ме, ну ме їй»), що означає «не береш мене з собою».

### Numa Numa Dance
Феномен Numa Numa почався, коли Гері Бролсма виклав свій флеш-ролик Numa Numa Dance на сайт Newgrounds.com, 6 грудня 2004. У ролику Gary грає вокальну-дригову пантоміму під пісню «Dragostea Din Tei» гурту «O-Zone». До 25 лютого 2005 ролик був переглянутий понад 2 мільйонів разів тільки з цього сайту.

### Maiyahi
Бролсма сказав в інтерв'ю: "...Я бачив його ["Dragostea din tei"] в іншій (думаю, японської) флеш-анімації, з кішками". Це флеш-мультик Maiyahi, зроблений «ikari» — користувачем Albinoblacksheep.com. Мультик містить багато жартів, заснованих на грі слів — румунські слова читаються як японські і англійські, зокрема, рефрен «nu mă, nu mă» трактується як японське [https://ru.wiktionary.org/wiki/飲ま%5Bнедоступне+посилання+з+червня+2019%5D 飲ま][недоступне посилання з серпня 2019]飲ま noma noma («пий! пий!»).
Кішки в мультику Maiyahi намальовані за зразком Monā, відомого персонажа Shift-JIS графіки.
Існує і інший японський флеш-ролик на ту ж пісню, з такими ж кішками і схожими жартами.

### Інші пародії
Цей інтернет-феномен породив безліч пародій, викладених на Newgrounds, Google video, YouTube і ін, в тому числі пародії з «неправильно почутими словами» («numa numa misheard lyrics»), де текст пісні трохи спотворений. Також пародія на цей феномен є в епізоді «Канада страйкує» мультсеріалу «Південний парк».
Група «Спадщина Вагантів» написала музику «Dragostea Din Tei» текст жартівливої пісні «Купуйте наші DVD», також на цю музику було покладено слова пісні А. Лебединського та Дмитра Нагієва «Я її хой». Вадим Степанцов виконав «Dragostea din tei» зі словами пісні «Ой, мороз, мороз».
Широке поширення отримав ролик під назвою Idiot.wmv, де німецький DJ з дуже міцною головою (Rotterdam/Friki) танцює під пісню Numa Numa, потім під німецькі пісні, а в кінці розбиває платівку об свою голову.
У 2018 році у фестивалі гумору «Ліга Сміху» була пародія під назвою «Магазин Сергей» від Гостиница 72.

## Переклад українською мовою
Переклад відомого хіта українською мовою здійснив гурт XS у 2009 році. В перекладі цього гурту пісня називається «Три солодкі дні».